# Elecciones federales de Australia de 1914
Las elecciones federales de Australia de 1914 se celebraron en Australia el 5 de septiembre de 1914. Estas elecciones fueron convocadas después de la declaración de guerra de agosto de ese año. Los comicios sirvieron para renovar todos los escaños de la Cámara de Representantes y el Senado, debido a la doble disolución del parlamento. El gobernante Partido Liberal de la Mancomunidad, liderado por el Primer Ministro Joseph Cook, fue derrotado por la oposición que conformaba el Partido Laborista de Andrew Fisher, que regresó por tercera vez como Primer Ministro. Esto acabó con el breve gobierno de Cook, de 14 meses de duración. 